# ホセ・ギジェルモ・コルティネス
ホセ・ギジェルモ・コルティネス（José Guillermo Cortines、1973年12月5日 - ）はドミニカ共和国の俳優、ミュージシャン。
テレビドラマ『El Rostro de Analía』のマウリシオ・モンティエル （Mauricio Montiel）役で知られている。